# La maledizione di Bridge Hollow
La maledizione di Bridge Hollow (The Curse of Bridge Hollow) è un film del 2022 diretto da Jeff Wadlow.

## Trama
Syd Gordon e la sua famiglia lasciano Brooklyn per trasferirsi a Bridge Hollow, dove suo padre Howard è stato assunto come insegnante di scienze. I Gordon arrivano in vista di Halloween, quando la città si riempe di decorazioni spaventose, il loro vicino di casa Sully offre loro qualche decorazione alternativa poiché lui l'ha decorata con gli zombi di The Walking Dead.
Mentre esplorano la città, apprendono dal sindaco Tammy la storia di Jack l'Avaro: si dice che Jack fosse così malvagio che abitanti di Bridge Hollow lo impiccarono, ma venne salvato dal Diavolo che lo trasformò in una zucca con dentro una fiamma dell'inferno - la Jack-o'-lantern - permettendogli di tornare una volta all'anno per vendicarsi dei discendenti di coloro che lo hanno ucciso. La storia appassiona Syd al contrario di suo padre, e mentre la ragazza fa un giro per la città entra nel cimitero dove passando accanto a una cripta si imbatta in tre ragazzi della sua età: Jamie, Ramona e Mario. I tre sono appassionati di paranormale come lei, che era iscritta al gruppo di scienza per volontà del padre, e quando le fanno sapere che la casa in cui si sono appena trasferiti era abitata da Madame Hawthrone, una medium del ventesimo secolo, e che forse il suo spirito è ancora lì Syd si emoziona ancora di più.
Incuriositasi quella stessa sera Syd usa un app con la Tavola ouija per cercare di entrare in contatto con la medium e seguendo i segnali trova nella soffitta un baule nascosto in una delle pareri al cui interno c'è una strana lanterna zucca. Convinta che sia stata Madame Hawthrone a condurla alla zucca lo racconta ai suoi genitori, ma suo padre Howard deride la cosa e Syd si arrabbia per la sua presa in giro, che non è nemmeno la prima volta.
Il giorno dopo Syd decide di festeggiare Halloween, in parte per divertirsi, ma in particolare per fare un dispetto a suo padre, e si compra un costume da strega. Mentre lei resta a casa e la decora, sua madre è al festival a vendere i suoi dolci vegani; quando Howard torna a casa e trova sua figlia in costume, lei gli dice quello che pensa e che non vuole più farsi trattare da bambina e per ripicca accende la lanterna. Howard allora la mette in punizione e spegne la lanterna, inaspettatamente la fiamma si riaccende, anche se Howard credendo sia un trucco la ri-spegne altre volte. Quando, convinto che sia definitivamente spenta, la butta nella pattumiera da esso esce un pipistrello, che inizia a creare il caos, finché non scappa sfondando il vetro della finestra. Non appena l'animale tocca una delle decorazioni vicine, queste prendono vita sotto lo sguardo sbigottito di Syd. Certa che stia accadendo qualcosa di insolito vuole uscire ad indagare, ma Howard non glielo permette, a quel punto la ragazza chiama la madre e ne ottiene il permesso, a patto che suo padre vada con lei.
Intanto anche gli automi di Sully prendono vita e iniziano ad attaccarlo, Syd interviene aiutandolo a sbaragliare gli zombi (mentre Howard crede sia tutta scena). Una volta disattivati gli automi, benché ancora scettico, Howard suggerisce di chiedere delucidazioni a Madame Hawthrone, però Syd gli ricorda che la donna è morta, fortunatamente Sully li informa che la nipote Victoria Hawthrone, è ancora viva e si trova in una casa di riposo.
Syd e Howard raggiungono la struttura e convincono l'anziana donna a dirle quello che sa, in cambio di alcuni dolcetti: quando era bambina durante una notte buia e tempestosa medium proveniente da diverse parti del mondo si recarono a casa loro su richiesta di sua nonna. Usando il suo grimorio cercarono di usare un incantesimo per fermare lo spirito di Jack che grazie al Diavolo poteva muoversi sulla terra dal tramonto alla mezzanotte di Halloween. Ma il malvagio spirito voleva che fosse Halloween per sempre e cercò di sacrificare un'anima che ne prendesse il posto nell'aldilà e rendere la notte permanente; fortunatamente Madame Hawthrone riuscì a sventare il suo piano e lo imprigionò nella sua lanterna e finché essa fosse rimasta spente lui non sarebbe fuggito.
Dalla storia Syd capisce che ad averla guidata alla zucca non era la medium, ma Jack. Howard continua a non voler credere al soprannaturale e continua a cercare una spiegazione logica. Anche quando una decorazione arriva alla casa di riposo e fa prendere vita ai ragnetti di plastica disposti nella sala. Howard li mette fuori gioco usando un acido fatto con prodotti per la casa, ma quando anche il ragno gigante prende vita è l'azione tempestiva di Syd che lo salva. Visto quello che stanno vivendo Howard confessa a sua figlia che la ragione per cui non gli piace questa festività è a causa di un trauma giovanile: quando era ragazzo I suoi amici lo sfidarono entrare in edificio abbandonato per dimostrare che non aveva paura, accidentalmente mise il piede su una trave danneggiata e cadde in cantina dove vide degli scheletri viventi, tuttavia grazie al suo insegnante di scienze trova una spiegazione logica e quindi è certo che anche per quello che sta succedendo c'è una spiegazione. Syd non ne è convita, ma concorda che il modo in cui ogni decorazioni si sta animando è simile alla diffusione di un virus e per fermarla c'è bisogno di qualcuno che sappia come catturare uno spirito e chiama i suoi amici.
Raggiunta la scuola Jamie, Ramona e Mario (vestiti rispettivamente da Spider-Woman, La bella e Crudelia) la informano che hanno scoperto che per catturare lo spirito è necessario un incantesimo in latino e quell'incantesimo è nel vecchio grimorio della Hawthrone che è stato venduto all'asta e fortunatamente il compratore è alla fiera della scuola. Il gruppo si divide per cercarlo, ma Jack arriva alla scuola e fa prendere vita a dei clown armati di asce e machete che iniziano a inseguirli; seminati i clown i ragazzi e Howard si dirigono verso un quartiere al numero 666, poiché il vecchio acquirente ha rivenduto il grimorio a un'altra persona, e con loro sorpresa colui che ha acquistato il libro è il preside Floyd che ha la passione di collezionare oggetti che riguardano satanismo. Trovato l'incantesimo il gruppo si prepara a contrastare Jack, ma improvvisamente vengono attaccati da degli scheletri vestiti da giocatori di football e nella colluttazione l'incantesimo finisce per bruciarsi. Con le spalle al muro si rifugiano in cantina e Howard è terrorizzato, ma Syd gli fa capire che se ciò che stanno vivendo è reale lui può rispondere e così suo padre armato di motosega fa a pezzi tutti gli scheletri.
Intanto al festival della città, dove Emily sta cercando di vendere, senza successo, i suoi dolci vegani, il sindaco Tammy sta premiando il vincitore del concorso per il taglio della zucca che andrà a comporre la testa del manichino di Jack l'Avaro che poi verrà bruciato. Howard, il preside e i ragazzi cercano di raggiungere la sede del festival, certi che Jack stia andando lì con il suo esercito, ma senza l'incantesimo non possono fermarlo finché non viene loro l'idea di fare una seduta spiritica per evocare lo spirito di Madame Hawthrone e farsi dire le parole dell'incantesimo. Madame Hawthrone viene evocata, usando il corpo di Howard come tramite, e dopo una sfuriata ripete loro la formula magica, filmata con il telefono, e libera Howard dalla possessione.
Con la formula memorizzata il gruppo raggiunge la piazza, dove Jack entra, tramite il pipistrello, nel manichino e accerchi i cittadini con il suo esercito. Syd e Howard si nascondono allo stand dei dolci di Emily, però non la trovano e pensano sia andata a casa; ma non appena vedono che il manichino è sparito, capiscono che la mamma è in pericolo. A Jack serve la lanterna per barattare un'anima con la sua e la lanterna in questione è a casa. Per raggiungerla i due prendono l'auto-zucca del sindaco, sbaragliando tutte le decorazioni che cercano di fermarli, e arrivano a casa giusto in tempo. Jack cerca di eseguire lo scambio di anime e mentre Syd lotta con il pipistrello che cerca di fermarla, Howard si mette in mezzo pronunciando l'incantesimo, credendoci per davvero, e questo sigilla Jack nella sua lanterna e fa tornare normali le decorazioni.
Con la sconfitta di Jack, Syd e Howard per prevenirne la liberazione chiudono la zucca in un baule piena di ritardante di fiamma. Inaspettatamente scoprono dietro una parete tanti altri bauli implica che ne contengano di più spiriti maligni e creature sinistre. La casa appartiene a Madam Hawthorne, famosa per la stregoneria. Probabilmente ha combattuto con diverse forze soprannaturali e le ha intrappolate nelle scatole usando i suoi poteri magici. La città di Bridge Hollow è nota per la sua festa di Halloween, il che implica che la città è un punto caldo per attività soprannaturali. Pertanto, la scena finale suggerisce altre minacce da affrontare per Sydney e Howard. Ci sono probabilmente vari mostri legati a diverse leggende metropolitane. Di conseguenza, il finale crea avventure più complesse e avvincenti per Sydney e Howard.

## Distribuzione
Il film è stato distribuito sulla piattaforma Netflix dal 14 ottobre 2022, in occasione dell'imminente festa di Halloween.